# Why Can't This Be Love
Why Can't This Be Love är en låt av Van Halen. Den utgavs i februari 1986 som den första singeln från deras sjunde studioalbum 5150. "Why Can't This Be Love" är Van Halens första singel med sångaren Sammy Hagar. Singeln nådde tredje plats på Billboard Hot 100. Singelomslaget visar bandmedlemmarna iförda tvångströjor.
En strof ur låten lyder:
| ” | It's got what it takes So tell me why can't this be love? Straight from my heart Oh, tell me why can't this be love? | „ |

## Medverkande
- Sammy Hagar – sång
- Eddie Van Halen – sologitarr, keyboards, bakgrundssång
- Michael Anthony – basgitarr, bakgrundssång
- Alex Van Halen – trummor, bakgrundssång